# Lagynochthonius latipectus
Espèce
Lagynochthonius latipectus est une espèce de pseudoscorpions de la famille des Chthoniidae.

## Distribution
Cette espèce est endémique du Guizhou en Chine. Elle se rencontre dans le xian de Jiangkou dans les grottes Xianren et Shenxian.

## Description
Les mâles mesurent de 1,71 à 1,88 mm et les femelles de 1,84 à 2,32 mm.

## Systématique et taxinomie
Cette espèce a été décrite par Hou, Feng et Zhang en 2023.

## Publication originale
- Hou, Feng & Zhang, 2023 : « New cave-dwelling pseudoscorpions of the genus Lagynochthonius (Pseudoscorpiones, Chthoniidae) from Guizhou in China. » Zootaxa, no 5309(1), p. 1-64.